# Everlasting Love (中森明菜の曲)
「Everlasting Love」（エヴァーラスティング・ラブ）は、日本の歌手中森明菜の楽曲。この楽曲は中森の27枚目のシングルとして、「NOT CRAZY TO ME」と共に両A面シングルで1993年5月21日にMCAビクターよりリリースされた (8cmCD: MVDD-10001, CT: MVSD-10001)。

## 背景
「Everlasting Love」は、1991年3月にワーナーミュージック・ジャパンより最後に発表された中森の前シングル「二人静 -「天河伝説殺人事件」より」からおよそ2年3か月ぶりにリリースされた楽曲で、MCAビクター移籍第一弾シングルとして、1993年5月21日にCDシングル (8cmCD: MVDD-10001)とシングルカセット (CT: MVSD-10001)の2形態で同時発売された。シングルカセットの形式でリリースされたのは本作までとなった。また、自身初の両A面シングル「Everlasting Love ・ NOT CRAZY TO ME」として「NOT CRAZY TO ME」と共に発表され、「Everlasting Love」はシングル盤では1曲目に収録された。
1991年にワーナーを離れた中森は、1992年4月から6月末まで連続テレビドラマ『素顔のままで』に主演後、1992年7月2日より充電と英会話の勉強を兼ねてニューヨークに滞在していた。並行してこの夏より、スタジオ・アルバム『UNBALANCE+BALANCE』の制作が開始された。また、1992年4月から開始していたTOKYO FMのレギュラー番組『FIFTY OFF』などで近況を伝えていた。1993年春になり、ニューヨーク在住の中森のスタッフから、坂本龍一プロデュース、作曲・編曲による「Everlasting Love」がプレゼンされる。レコード・プロデューサーの川原伸司は、「よりコンテンポラリーな方向性を目指していた当時のスタッフの総意」によりこの楽曲がシングルに選ばれたと語っている。この楽曲の作詞は大貫妙子が手掛けた。

## 批評
『ザテレビジョン』は「Everlasting Love」の楽曲の音楽性について、スロー・テンポな「バラード」で「ラブ・ソング」であるだけでなく「自分自身をしっかりと見つめた力強さが感じられる。」と指摘した。また、中森の歌唱力を評価した上で「安心して聴ける一枚だ。」と批評した。

## チャート成績
「Everlasting Love」は「NOT CRAZY TO ME」と共にオリコン週間シングルチャートにランクインし、1993年5月31日付の同チャートで初登場・最高順位共に10位を記録した。同チャートには、計5週に渡ってランクインしている。

## ライブ・パフォーマンス
「Everlasting Love」は、1993年5月21日のリリースに先駆けて、1993年3月31日に放送されたフジテレビ系の音楽番組『夜のヒットスタジオ・リターンズスペシャル』で初披露した。「Everlasting Love」を歌番組で歌唱した際、収録音源にはないが「My Everlasting Love For You」というセリフを入れていた。その後、1993年5月21日放送のテレビ朝日系『ミュージックステーション』や1993年7月4日放送のフジテレビ系『シオノギ・ミュージックフェア'93』といった音楽番組でも歌唱した。

## 収録曲
| 全作曲・編曲: 坂本龍一。 |                               |           |            |      |
| #                        | タイトル                      | 作詞      | 作曲・編曲 | 時間 |
| 1.                       | 「Everlasting Love」          | 大貫妙子  | 坂本龍一   | 4:52 |
| 2.                       | 「NOT CRAZY TO ME」           | NOKKO     | 坂本龍一   | 4:38 |
| 3.                       | 「Everlasting Love」(karaoke) |           | 坂本龍一   | 4:52 |
| 4.                       | 「NOT CRAZY TO ME」(karaoke)  |           | 坂本龍一   | 4:37 |
| 合計時間:                | 合計時間:                     | 合計時間: | 18:59      |      |

## クレジット
- Produced by 坂本龍一[2]

## 収録アルバム
- 『UNBALANCE+BALANCE+6』[20]
- 『歌姫伝説 〜90's BEST〜』[21][2]